# 3,7 cm SK C/30
3,7 cm SK C/30 var Kriegsmarines huvudsakliga 3,7 cm luftvärnskanon under andra världskriget. Pjäsen användes på i stort sett alla större övervattensfartyg under kriget.

## Beskrivning
3,7 cm SK C/30 var en halvautomatisk luftvärnskanon som laddades med en patron i taget, vilket gjorde att dess faktiska eldhastigheten sjönk till endast 30 skott per minut, långt sämre än de 80-100 skott per minut som den samtida, Bofors 40 mm automatkanonen kunde prestera. 3,7 cm SK C/30U kanonen var modifierad för att användas av ubåtar. 
| Lavett     | vikt           | elevation      |
| ---------- | -------------- | -------------- |
| Dopp LC/30 | 3670 kg        | -9° till +85°  |
| Ein LC/34  | 1860 - 2020 kg | -10° till +80° |
| Ubts LC/39 | 1450 kg        | -10° till +90° |